# Alicudi
Alicudi – włoska wyspa na Morzu Tyrreńskim (pierwotnie przez Greków zwana Ericusa od powszechnie porastających ją wrzosów – gr. ερείκη, eriki), najbardziej wysunięta na zachód ze wszystkich ośmiu wysp archipelagu Liparyjskiego. Alicudi położona jest ok. 40 km na zachód od wyspy Lipari, powierzchnia całkowita wyspy wynosi ok. 5,2 km².
Obecnie wyspę (jej wschodnią, dostępną część) zamieszkuje około 140 mieszkańców. Zajmują się oni głównie połowem ryb i w ograniczonym zakresie uprawą roli. Wyspa stanowi również pewną atrakcję turystyczną.

## Geografia
Wyspa utworzona została około 150 000 lat temu z law bazaltowych i andezytowych, przekładanych materiałem piroklastycznym, przez nieczynny już kompleks stratowulkaniczny Montagnola. Jej część podmorska zanurzona jest na około 1000 m, część nadmorska sięga na wysokość 675 m (Timpone della Montagnola). Odwiedzana jest również niższa część szczytu: Filo dell'Arpa (662 m n.p.m.).

## Historia
Badania archeologiczne wykazały, że wyspa była zamieszkana w XVII wieku p.n.e., a także w czasach rzymskich, około IV wieku p.n.e. W czasach panowania arabskiego nad tą częścią Morza Śródziemnego Alicudi bywała miejscem najazdów piratów.